# ヨーロッパのオーティス・レディング
『ヨーロッパのオーティス・レディング』（原題：Live in Europe）は、オーティス・レディングが1967年に録音・発表した、キャリア初のライブ・アルバム。

## 背景
1967年3月17日から4月9日にかけて、レディングはスタックス/ヴォルト所属のアーティストのパッケージ・ツアー（他にカーラ・トーマス、エディ・フロイド、サム&デイヴ、ブッカー・T&ザ・MG's、マーキーズらが参加）でイギリス、フランス、ノルウェー、スウェーデン、デンマーク、オランダを回った。本作は3月に行われた公演の録音とみなされているが、クレジットには詳細な録音年月日や公演地は記載されていない。なお、2008年にスタックスから発売されたライブ・アルバム『ライヴ・イン・ロンドン&パリ』には、1967年3月17日のロンドン公演と、同月21日のパリ公演の模様が収録されている。

## 反響・評価
アメリカでは総合アルバム・チャートのBillboard 200で32位に達し、『ビルボード』のR&Bアルバム・チャートでは8位を記録した。イギリスでは1968年3月30日付の全英アルバムチャートで初登場35位となり、最終的には14位を記録した。また、本作からは「シェイク」がシングル・カットされ、アメリカではBillboard Hot 100で47位・『ビルボード』のR&Bシングル・チャートで16位、全英シングルチャートでは28位に達した。
Bruce Ederはオールミュージックにおいて5点満点中3点を付け、本作のバック・バンド（ブッカー・T&ザ・MG'sおよびホーン・セクション）に関して「彼の通常のツアー・バンドと比べて上品で歯切れが良く、このアルバムはある意味、理想的なオーティス・レディングのコンサートを収録している」「このレコードより1年前のパフォーマンスを収録しているが、発売は後になった『ウィスキー・ア・ゴーゴーのオーティス・レディング』と比べると、ライブの生々しい興奮には些か欠けている」と評している。『ローリング・ストーン』誌が2003年に選出した「オールタイム・グレイテスト・アルバム500」では474位にランク・インしたが、後の改訂では選外となった。

## 収録曲
Side 1
1. リスペクト - "Respect" (Otis Redding) - 3:48
2. お前をはなさない - "Can't Turn You Loose" (O. Redding) - 3:24
3. 愛しすぎて - "I've Been Loving You Too Long" (Jerry Butler, O. Redding) - 4:07
4. マイ・ガール - "My Girl" (Smokey Robinson, Ronald White) - 2:42
5. シェイク - "Shake" (Sam Cooke) - 2:55

Side 2
1. サティスファクション - "(I Can't Get No) Satisfaction" (Mick Jagger, Keith Richards) - 3:19
2. ファ・ファ・ファ - "Fa-Fa-Fa-Fa-Fa (Sad Song)" (Steve Cropper, O. Redding) - 4:30
3. ジーズ・アームズ・オブ・マイン - "These Arms of Mine" (O. Redding) - 2:58
4. デイ・トリッパー - "Day Tripper" (John Lennon, Paul McCartney) - 2:55
5. トライ・ア・リトル・テンダネス - "Try a Little Tenderness" (James Campbell, Reginald Connelly, Harry M. Woods) - 5:15

## 参加ミュージシャン
- オーティス・レディング - ボーカル
- スティーヴ・クロッパー - ギター
- ブッカー・T・ジョーンズ - オルガン
- ドナルド・ダック・ダン - ベース
- アル・ジャクソン・ジュニア - ドラムス
- ウェイン・ジャクソン - トランペット
- アンドリュー・ラヴ、ジョー・アーノルド - テナー・サックス